# Credit Default Swap
Ein Credit Default Swap (Abkürzung: CDS; oder Kreditausfalltausch) ist im Finanzwesen der Anglizismus für einen Swap, der als Kreditderivat die Ausfallrisiken von Krediten, Anleihen oder Schuldnern als Sicherungsgeschäft absichert.

## Allgemeines
Ein weiterer deutscher Begriff hierfür ist Kreditausfallversicherung; allerdings wird diese Bezeichnung bisweilen auch für die Restschuldversicherung verwendet.
Der CDS stellt die Grundform eines Kreditderivats dar. Entweder dient der CDS dem Gläubiger als Risikotransfer für ein Kredit- oder Anleiherisiko oder er wird als Spekulation eingesetzt. Ein CDS ist ein Vertrag zwischen zwei Vertragsparteien, der Bezug auf einen Referenzschuldner (als Basiswert) nimmt. Referenzschuldner sind typischerweise große, börsennotierte Unternehmen. Eine Vertragspartei, der Sicherungsnehmer, ist Gläubiger und bezahlt eine einmalig am Anfang und eine laufend zu entrichtende Prämie. Dafür erhält er von seinem Vertragspartner, dem Sicherungsgeber, eine Ausgleichszahlung, sofern der in dem CDS-Vertrag bezeichnete Referenzschuldner durch ein genau definiertes Kreditereignis ausfällt.
Der CDS ähnelt damit einer Kreditversicherung. Allerdings erhält der Sicherungsnehmer beim CDS die Ausgleichszahlung unabhängig davon, ob ihm durch den Ausfall des Referenzschuldners überhaupt ein Schaden entstanden ist. Dagegen muss bei der Kreditversicherung – die auch Debitoren absichern kann – für den Versicherungsfall ein Schaden nachgewiesen werden. Credit Default Swaps sind also ein Instrument, mit dem unabhängig von bestehenden Kreditbeziehungen Kreditrisiken gehandelt werden können und Long und Short gegangen werden kann.

## Funktionsweise
CDS sind außerbörsliche Geschäfte (englisch over the counter, abgekürzt OTC). Zur Vereinfachung der Handelbarkeit werden sie aber im Allgemeinen mittels Rahmenverträgen bis zu einem gewissen Grad standardisiert. Bei CDS sind die Rahmenverträge der International Swaps and Derivatives Association (ISDA) üblich.
Bei Abschluss eines Credit Default Swap werden insbesondere die folgenden Punkte vereinbart (Darstellung in Anlehnung an):
- Referenzschuldner (Basiswert),
- Nominalwert des Geschäftes (z. B. 200 Mio. Euro),
- Laufzeit des Geschäftes (z. B. sechs Jahre),
- Preis, den der Sicherungsnehmer dem Sicherungsgeber für die Übernahme des Risikos zahlt,
- Art der durch den CDS zu besichernden Kreditereignisse (z. B. Insolvenz, Zahlungsverzug und Umschuldung), bei deren Eintreten der Sicherungsgeber zu leisten hat, sowie ggf. die Referenzaktiva (Anleihen, Kredite) des Referenzschuldners, anhand derer bestimmte Kreditereignisse (z. B. Zahlungsverzug) festgestellt werden können.
- Art der Leistung durch den Sicherungsgeber bei Eintritt des Kreditereignisses (meist Zahlung).

### Referenzschuldner
Der Referenzschuldner ist der Basiswert des Derivats Credit Default Swap. Er ist die juristische Person, deren Ausfall als Schuldner durch den CDS „versichert“ ist. Darüber hinaus können auch noch CDS-Indizes Basiswert eines CDS sein. Übliche Referenzschuldner sind Unternehmen oder Staaten, welche Anleihen emittiert oder größere Kredite aufgenommen haben.

### Laufzeit des Geschäfts
Ein CDS endet zum vereinbarten Endzeitpunkt oder sobald ein Kreditereignis eintritt. Durch die Standardisierung durch den ISDA-Rahmenvertrag werden für CDS im Allgemeinen nur die folgenden Termine als Endzeitpunkt vereinbart: 20. März, 20. Juni, 20. September oder 20. Dezember. Diese werden in Anlehnung an die zeitlich in der Nähe liegenden Verfallstermine von Futures ebenfalls „IMM-Termine“ genannt.
Ebenfalls durch die Standardisierung bedingt, beginnen CDS im Allgemeinen nur an einem auf einen der IMM-Termine folgenden Tag. Sofern ein CDS nicht an diesem geschlossen wurde, wird der Vertrag auf den letzten der einem der IMM-Termine folgenden Tage zurückdatiert. Dies kann dazu führen, dass ein CDS abgeschlossen wird, für den bereits ein versichertes Kreditereignis eingetreten ist.
Übliche Laufzeiten für CDS sind 3 bis 10 Jahre. Die am stärksten gehandelte Laufzeit ist 5 Jahre.

### Prämie und Upfront
Für die Absicherung, die der Sicherungsnehmer erhält, muss dieser dem Sicherungsgeber einen Ausgleich bieten. Dies wird durch die Zahlung einer regelmäßigen Prämie und einer einmaligen Leistung, der sogenannten Upfront erreicht:

Zahlungsfluss laufende Prämienzahlung

- Zahlungsfluss laufende Prämienzahlung Der Sicherungsnehmer zahlt regelmäßig, meist vierteljährlich nachträglich eine Prämie, auch „Premium“ oder „Running Spread“ genannt. Die Höhe der Prämie wird in Basispunkten pro Jahr angegeben. Die Höhe der Prämie ist im Allgemeinen standardisiert, d. h., es sind nur bestimmte Prämienhöhen üblich, diese sind 100 bp oder 500 bp (bzw. für europäische CDSs auch zusätzlich 25 bp, 300 bp, 750 bp oder 1000 bp) zahlt.[5] Eine laufende Prämie von 500 Basispunkten bedeutet, dass bei einem Kontraktvolumen von 200 Mio. Euro eine Prämienzahlung von 10 Mio. Euro pro Jahr zu leisten ist (5 % von 200 Mio. Euro). Dies entspricht einer vierteljährlichen Zahlung von 2,5 Mio. Euro.

Zahlungsfluss bei Abschluss des CDS (Upfront)

- Zahlungsfluss bei Abschluss des CDS (Upfront) Eine der beiden Parteien leistet zu Vertragsbeginn gegebenenfalls eine Einmalzahlung, englisch „Upfront“. Die Höhe des Upfronts wird in Prozentpunkten angegeben. Ein Upfront von 2 % auf ein Nominalvolumen von 200 Millionen Euro entspricht einer Zahlung von 4 Millionen Euro.

Die Höhe der vom Sicherungsnehmer an den Sicherungsgeber netto zu zahlenden Leistungen (also der Saldo aus Upfront und laufender Prämie) eines CDS hängen ab von
- der erwarteten Ausfallwahrscheinlichkeit des Referenzschuldners und
- der erwarteten Erlösquote. Die Erlösquote ist eine Art „Konkursquote“: Sie gibt an, welchen Anteil am Nominal der Referenzaktiva die Gläubiger bei Ausfall des Schuldners noch zurückbekommen werden.

Je höher die Ausfallwahrscheinlichkeit des Referenzschuldners und je niedriger die erwartete Erlösquote ist, desto höher sind die Kosten für die Besicherung dieses Risikos durch einen CDS. Da die Prämienhöhen standardisiert sind, ändert sich bei einer Bonitätsänderung des Schuldners im Allgemeinen die am Markt beobachtbare Höhe der Upfrontzahlungen für neu abzuschließende CDS. Dies kann dazu führen, dass das Upfront auch negativ sein kann, also dass vom Sicherungsgeber an den Sicherungsnehmer gezahlt wird.
Fiktives Beispiel
Beispielsweise war ein CDS auf die Riskant AG vorgestern für eine Laufzeit von 5 Jahren für die Zahlung eines Running Spreads von 500 bp und der Zahlung eines Upfronts von 0,1 % abschließbar. Durch die gestiegene Kreditwürdigkeit war gestern ein CDS für einen Running Spread von 500 bp und eines Upfronts von 0 abschließbar. Durch die heute nochmal gestiegene Kreditwürdigkeit ist der CDS bei gleicher Prämie heute für ein Upfront von −0,1 % abzuschließen.
Wie der CDS immer zu einem der Termine 20. März, 20. Juni, 20. September oder 20. Dezember endet, so werden auch an diesen Tagen die laufenden Prämien gezahlt. Es werden immer Prämien für 3 Monate gezahlt. Dies gilt auch für die erste Prämienzahlung. Dies bedeutet, dass, auch wenn der CDS erst über eine kürzere Periode läuft, für die ganzen 3 Monate gezahlt werden muss. Beispielsweise ist für einen CDS, welcher am 1. März abgeschlossen wurde, am 20. März die Prämie für den Zeitraum 21. Dezember des Vorjahres bis 20. März zu zahlen. Die dem Sicherungsgeber nicht zustehende Prämie für den nicht besicherten Zeitraum wird ebenfalls über die Upfrontzahlung ausgeglichen. Diese Modalität, die erste Prämie zu zahlen, wird als Full Coupon bezeichnet.

### Definition von Kreditereignissen
Die International Swaps and Derivatives Association (ISDA) hat – fokussiert auf Kreditderivate – folgende Kreditereignisse abschließend definiert:
| Kreditereignis                   | deutsch                                | Definition |
| -------------------------------- | -------------------------------------- | --- |
| englisch bankruptcy, insolvency  | Insolvenz                              | Der Schuldner hat Insolvenz angemeldet und ist daher zahlungsunfähig |
| englisch failure-to-pay          | Zahlungsausfall                        | Es liegt zwar noch keine offizielle Insolvenz vor, doch ist der Schuldner nicht in der Lage, seine fälligen Schulden in einer bestimmten Mindesthöhe zu begleichen (Zahlungsausfall; englisch default)                                                                       |
| englisch obligation acceleration | Vorzeitige Fälligstellung von Schulden | Es tritt ein Kreditereignis bei einer anderen Verbindlichkeit des Schuldners auf, so dass die Cross-Default-Klausel zur Beschleunigung der Tilgung führen soll |
| englisch obligation default      | Vorzeitige Fälligstellung von Schulden | Wenn sich die Bonität des Schuldners durch Ratingverschlechterung (englisch downgrading) verschlechtert und die Default-Klausel zur Kreditkündigung führt |
| englisch repudiation             | Vertragsverletzung                     | Liegt bei Nichterfüllung der Anleihebedingungen oder der Kreditbedingungen durch den Schuldner vor, was insbesondere bei Nichteinhaltung der Covenants gilt |
| englisch moratorium              | Moratorium oder Zahlungsaufschub       | Vereinbarung zwischen Gläubiger und Schuldner über den befristeten Aufschub fälliger Zahlungen |
| englisch restructuring           | Umschuldung oder Restrukturierung      | Die Umschuldung muss eine Veränderung in der Verschuldungsstruktur des Schuldners zu Lasten eines Gläubigers beinhalten, was durch Verringerung des Schuldendienstes, Stundungen, Vorrangseinräumung anderer Schulden oder Konversion in eine andere Währung geschehen kann. |

Was genau als Umschuldung in der Kautelarpraxis gilt, kann nicht allgemeingültig vorherbestimmt werden, weshalb dieser Grund oft nicht als Kreditereignis definiert ist. Deshalb muss die Umschuldung kein Kreditereignis darstellen.
Kommt auch nur eine dieser Arten bei einem Schuldner vor, so löst sie ein Kreditereignis aus (englisch trigger). Nach den Anleihe- oder Kreditbedingungen ist der Gläubiger verpflichtet, eine Kündigung bzw. Kreditkündigung auszusprechen. Beim Kreditderivat, insbesondere dem Credit Default Swap (CDS), löst das Kreditereignis die Zahlungspflicht des Sicherungsgebers gegenüber dem Sicherungsnehmer aus.
Dabei ist zu beachten, dass in einem standardisierten CDS oft nur ein Teil dieser Kreditereignisse besichert wird. Üblich sind die Ereignisse „bankruptcy“ und „failure to pay“. Wie das Ereignis „restructuring“ behandelt wird, ist uneinheitlich und wird durch die folgenden Kürzel angegeben:
- Restrukturierung ist kein versichertes Kreditereignis („XR “oder „NR“). Es ist die übliche Ausprägung von CDS mit amerikanischen Basiswerten.
- Restrukturierung ist in der originären Version ein versichertes Kreditereignis („CR“). Dies bedeutet, dass sich das Kreditereignis nicht von einem anderen versicherten Kreditereignis unterscheidet. CR ist eine übliche Ausprägung für CDS auf Staaten.
- Restrukturierung ist in der modifizierten Version ein versichertes Kreditereignis („MR“ für „modified restructuring“). Ist diese Ausprägung gewählt, werden bei Eintritt des Kreditereignisses Restrukturierung nur Anleihen betrachtet, deren Restlaufzeit zum Zeitpunkt des Kreditereignisses kleiner als 30 Monate ist. MR war bis 2009 die übliche Ausprägung für nordamerikanische CDS.
- Restrukturierung ist in der zweiten modifizierten Version ein versichertes Kreditereignis („MM“ für „modified modified restructuring“). Bei Eintritt eines Kreditereignisses werden Anleihen mit einer Restlaufzeit von bis zu 60 Monate betrachtet. MM ist für CDS auf europäische Basiswerte üblich.

### Erkennen des Eintritts eines Kreditereignisses
Ein unabhängiges Gremium entscheidet darüber, ob ein konkretes Ereignis im Umfeld des Referenzschuldners die Definition eines Kreditereignisses im Sinne eines CDS erfüllt und somit auch eine Ausgleichszahlung durch den Sicherungsgeber zu erfolgen hat. Dieses Gremium ist bei der ISDA angesiedelt und wird Determinations Committee (DC) genannt. Das DC befasst sich nur auf Antrag mit der Entscheidung über ein Kreditereignis. Dem Antrag müssen öffentlich verfügbare Informationen über das zur Anerkennung beantragte Kreditereignis beigefügt werden.
Das DC entscheidet anschließend im ersten Schritt, ob es sich mit der Entscheidung über ein Kreditereignis befassen möchte. Sofern dies der Fall ist, entscheidet das DC verbindlich für alle CDS auf den Referenzschuldner, ob ein Kreditereignis vorliegt oder nicht. Diese Entscheidung betrifft somit auch alle anderen Marktteilnehmer, welche als Sicherungsgeber oder -nehmer auf diesen Referenzschuldner einen CDS gehandelt haben.
Für die Einreichung einer Kreditereignis-Anfrage existiert eine Frist, „Lookback Period“ genannt, von 6 Wochen ab der Verfügbarkeit von öffentlich zugänglichen Informationen. Wird diese Frist überschritten, kann keine Zahlung auf Grund des Eintretens eines Kreditereignisses mehr eingefordert werden. Die Lookback Period hat einen Nebeneffekt: So sind bei Abschluss eines CDS auch die letzten 60 Tage vor Abschluss eines CDS „mitversichert“. Beispielsweise würde ein Kreditereignis, welches sich 30 Tage vor Abschluss des CDS ereignet, aber schon 3 Tage vor Abschluss des CDS öffentlich bekannt war, zu einer Zahlung des Sicherungsgebers und zur Beendigung des CDS führen.

### Erkennen des Eintritts eines Nachfolge-Ereignisses
Während der Laufzeit eines CDS kann es vorkommen, dass der Referenzschuldner fusioniert, übernommen wird oder aber sich aufsplittet. Dieses Ereignis wird successor event (frei als Nachfolge-Ereignis übersetzt) genannt. In einem solchen Fall ist oft zu klären, welche der aus dem alten Schuldner entstandenen Einheiten der neue Referenzschuldner des entsprechenden CDS ist.
Diese Entscheidung trifft auf Antrag ebenfalls (für alle existierenden CDS-Verträge auf den entsprechenden Referenzschuldner) das Determinations Committee. Neben der Festlegung des neuen Referenzschuldners kann eine mögliche Entscheidung auch sein, den bestehenden CDS-Vertrag auf mehrere CDS-Verträge (mit aus dem Referenzschulder entstandenen Einheiten als Referenzschuldnern) aufzusplitten.
Gegenüber den Kreditereignissen existiert bei den Nachfolgeereignissen eine verlängerte Lookback Period von 90 Tagen. 

### Leistung bei Eintritt des Kreditereignisses
Der Sicherungsgeber erbringt bei Eintritt des Kreditereignisses dem Sicherungsnehmer die vertraglich vereinbarte Leistung. Mögliche Leistungsarten sind

Zahlungsfluss bei Eintritt des Kreditereignisses im Falle von „Zahlung und Lieferung“

Zahlungsfluss bei Eintritt des Kreditereignisses im Falle von Cash Settlement oder Auction Settlement

- „Zahlung und Lieferung“ (englisch Physical Delivery): Der Sicherungsgeber zahlt dem Sicherungsnehmer den Nominalwert des Finanzkontraktes (im Beispiel 200 Mio. Euro), während der Sicherungsnehmer dem Sicherungsgeber Aktiva (Forderungen an den Referenzschuldner z. B. Anleihen oder Kredite) in Höhe dieses Nominalwertes übereignet. Welche Forderungen der Sicherungsnehmer liefern kann, wird bei Vertragsabschluss festgelegt. Dies ist im Allgemeinen eine Untermenge der Referenzaktiva. Nachteil dieser Leistungsart ist, dass – sofern der Sicherungsnehmer die Forderung bei Eintritt des Kreditereignisses nicht im Bestand hat – diese zuerst am Markt kaufen muss. Sollten zahlreiche Marktakteure auf diese Art auf den Ausfall eines Schuldners spekuliert haben, kann die plötzliche Nachfrage nach den ausgefallenen Aktiva deren Preis stark nach oben treiben („Squeeze“).

- „Barausgleich“ (englisch Cash Settlement): Der Sicherungsgeber zahlt dem Sicherungsnehmer den Wertverlust des Referenzaktivums aus. Dazu wird zuerst der Marktpreis des Referenzaktivums nach dem Kreditereignis (die Erlösquote) bestimmt. Anschließend erstattet der Sicherungsgeber dem Sicherungsnehmer die Differenz aus Marktpreis und Nominalwert des Aktivums. Der Sicherungsnehmer muss das Aktivum nicht an den Sicherungsgeber liefern und kann dieses separat am Markt veräußern. Die Summe aus Verkaufspreis und Ausgleichszahlung sollte dem Nominal entsprechen und somit die gleiche Sicherungswirkung wie „Zahlung und Lieferung“ aufweisen. Vorteil dieser Leistungsart gegenüber „Zahlung und Lieferung“ ist, dass die Abwicklung des Kreditereignisses nicht die Lieferung bzw. Abnahme eines Aktivum beinhaltet und somit der Sicherungsnehmer nicht dafür zu sorgen hat, ein ausgefallenes Aktivum zu liefern und der Sicherungsgeber dieses nicht abnehmen und anschließend verwerten muss. Jedoch ist eine Schwierigkeit beim Barausgleich die Bestimmung des Wertverlustes des Referenzaktivums anhand dessen Marktpreises, da die ausgefallenen Instrumente dann oft illiquide sind. Üblicherweise wird die Erlösquote deshalb aus dem Mittelwert der Preisstellungen mehrerer Händler über mehrere Tage gebildet.

- „Auction Settlement“: Dieses ähnelt sehr dem Barausgleich. Hier wird ebenfalls der Wertverlust des Referenzaktivums oder aber auch aller Aktiva des Referenzschuldners, die mindestens von einer bestimmten Güte sind, gezahlt. Die Bestimmung des aktuellen Wertes dieser Aktiva und damit auch die Bestimmung des Wertverlustes wird über eine Auktion erreicht. Der Preis, den die Aktiva in dieser Auktion erreichen, wird als gegenwärtiger Marktpreis (also als die Erlösquote bestimmend) angesehen. Die Differenz des originären Wertes zu diesem hat der Sicherungsgeber an den Sicherungsnehmer zu zahlen. Dem Sicherungsnehmer steht es frei, an der Auktion teilzunehmen. Sofern er Forderungen an den Schuldner hat, kann er alternativ auch versuchen, diese zu einem späteren Zeitpunkt zu für ihn günstigeren Konditionen zu verkaufen.

Die übliche Vertragsform war bis zur ersten Jahreshälfte 2009 auf Grund der Schwierigkeiten beim „Barausgleich“ die Form „Zahlung und Lieferung“. Um die Probleme bei „Zahlung und Lieferung“ wiederum zu lösen, wurde in der ersten Jahreshälfte 2009 das „auction settlement“ zur üblichen Vertragsform.
Da die laufende Prämienzahlung üblicherweise vierteljährlich im Nachhinein erfolgt und der CDS mit Eintritt des Kreditereignisses endet, hat der Sicherungsnehmer noch die anteilige Prämie für die aktuelle Periode zu zahlen. Dies wird üblicherweise mit der Forderung an den Sicherungsgeber verrechnet, sodass nur eine Zahlung aus der Differenz der beiden Forderungen erfolgt.

## Anwendungsgebiete eines CDS
Wie alle Derivate können CDS zur Absicherung (Hedging), Spekulation und Arbitrage eingesetzt werden. Diese grundsätzlichen Anwendungsformen werden häufig zur Risikodiversifikation von Kreditportfolien verwendet und insbesondere in Bezug auf große, kapitalmarktorientierte Schuldner angewandt (große Industrieunternehmen, Banken und Staaten), da für diese ein liquider Markt für CDS existiert.

### Absicherung
CDSs können verwendet werden, um das Kreditrisiko von Kreditengagements abzusichern. Hat ein Investor an einen Schuldner A einen Kredit vergeben oder Anleihen von A gekauft, kann er als Sicherungsnehmer in einen CDS mit A als Basiswert eintreten. Fällt der Schuldner aus, erhält der Investor aus dem CDS vom Sicherungsgeber die vereinbarte Leistung. Diese stellt einen Ausgleich für Verlust dar, der durch die Abschreibung des Kreditengagements entsteht. Dafür zahlt der Investor als Sicherungsnehmer die Prämien, die im Ergebnis seine Zinseinnahmen aus dem Kreditengagement mindern.
Für eine möglichst gute Absicherung muss der CDS mit derselben Laufzeit und über dasselbe Nominal wie der abzusichernde Kredit abgeschlossen werden. Trotzdem stellt der CDS nicht in jedem Fall eine vollständige Absicherung dar. Zum einen könnte der Investor aus dem Kredit wegen eines Ereignisses einen Verlust erleiden, das im CDS nicht als Kreditereignis abgesichert ist. Außerdem entspricht die Leistung bei Ausfall nicht unbedingt dem Wertverlust aus dem Kreditengagement, sofern nicht „Zahlung und Lieferung“ vereinbart wurde und der Investor dem Sicherungsgeber sein Kreditengagement andienen kann. Die Restrisiken, die verbleiben, weil die Absicherung nicht perfekt ist, werden auch als Basisrisiken bezeichnet.
Der Investor kann auch eine Teilabsicherung vornehmen, indem er den CDS nicht über die gesamte Höhe oder die gesamte Laufzeit des Kreditengagements abschließt. Hat sein Kreditengagement z. B. eine Laufzeit von 7 Jahren und er schließt einen CDS mit einer Laufzeit von 5 Jahren ab, ist er nur für die nächsten 5 Jahre gegen einen eventuellen Ausfall des Schuldners abgesichert.

### Spekulation
CDS können auch verwendet werden, um auf Änderungen des gehandelten Spreads bzw. der Bonität eines Referenzschuldners zu spekulieren. In diesem Fall schließt der Investor CDS ab, ohne dass notwendigerweise zuvor ein entsprechendes Kreditengagement bestand.
Ist der Investor der Ansicht, dass sich die Bonität des Referenzschuldners B verschlechtern wird, tritt er als Sicherungsnehmer in einen CDS ein. Verschlechtert sich anschließend die Bonität von B tatsächlich, steigen die am Kapitalmarkt gehandelten CDS-Prämien. Der Investor wird dann einen weiteren CDS auf den Referenzschuldner B abschließen, diesmal allerdings als Sicherungsgeber. Da die Prämien gestiegen sind, erhält der Investor aus dem zweiten CDS mehr, als er für den ersten CDS bezahlt hat. Man kann sagen, dass er die Absicherung günstig eingekauft und gewinnbringend weiterverkauft hat.
Entwickelt sich der Markt allerdings entgegen seinen Erwartungen, macht der Investor Verlust, weil der zweite CDS weniger einbringt als der erste kostet.
Umgekehrt kann der Investor auch auf die Verbesserung der Bonität spekulieren. Dazu tritt er zuerst als Sicherungsgeber in einen CDS ein. Verbessert sich die Bonität des Referenzschuldners tatsächlich, kann er die verkaufte Absicherung mit einem zweiten CDS günstiger zurückkaufen.

### Arbitrage
Bei der Arbitrage verwendet man CDSs, um Preisungleichgewichte zwischen Kassamarkt und Derivatmarkt oder innerhalb des Derivatmarktes auszunutzen, indem man Positionen ohne oder praktisch ohne Marktpreisrisiko aufbaut, um so sichere Gewinne zu erzielen.
Zum Beispiel könnte der Risikoaufschlag einer Anleihe eines Unternehmens höher sein als die Prämie eines CDS gleicher Laufzeit auf dieses Unternehmen. Diese Situation lässt sich durch eine Arbitragestrategie in der Art einer Cash-and-Carry-Arbitrage ausnutzen: Der Arbitrageur kauft die Anleihen des Unternehmens und sichert sie mit einem CDS ab. Mit dem im Vergleich zu hohen Risikoaufschlag kann der Arbitrageur die Kosten der Absicherung durch den CDS bezahlen und behält trotzdem noch eine Gewinnmarge. Gegen die Gefahr des Ausfalls der Anleihe ist er durch den CDS abgesichert.
Durch die Arbitragemöglichkeit steigt die Nachfrage sowohl nach der Anleihe als auch nach Absicherung. Dadurch steigt nachfragebedingt der Anleihepreis – d. h. der Risikoaufschlag sinkt – ebenso wie die CDS-Prämie. Dadurch verschwinden das Preisungleichgewicht und die Arbitragemöglichkeit.

### Risikodiversifikation
Ein CDS kann auch genutzt werden, um Klumpenrisiken abzubauen. So kann ein Investor Teile seines bestehenden Klumpenrisikos durch einen CDS, in dem er Sicherungsempfänger ist, absichern. Gleichzeitig finanziert der Investor die anfallenden Kosten durch den Abschluss eines weiteren CDS auf einen völlig anderen Referenzschulder, in dem der Investor Sicherungsgeber ist.
Beispielsweise hat eine Bank Kreditrisiken in Höhe von 200 Millionen EUR durch ihr Kreditengagement bei der Riskant AG. Dieses sichert sie mit einem CDS in Höhe von 100 Millionen EUR ab. Sie zahlt dafür 500 bp jährlich und einen Upfront von 1 %. Die Kosten von somit einmalig 1 Million EUR und 5 Millionen EUR jährlich refinanziert sie durch den Abschluss eines weiteren CDS in Höhe von 100 Millionen EUR als Sicherungsgeber. Der Referenzschuldner in diesem zweiten CDS ist die Waghalsig & CO KG. Diese ist zwar ähnlich risikoreich zu bewerten wie die Riskant AG, agiert aber in einer anderen Branche. Somit hat ein Rückgang der Nachfrage für Produkte der Riskant AG keinen Zusammenhang mit der Änderung der Nachfrage der Produkte der Waghalsig & Co KG. Die Erträge durch die Übernahme des Kreditrisikos aus dem 2. CDS belaufen sich auf einmalig 1 % (1 Million EUR) und jährlich 500 bp (5 Millionen EUR).
Die Risikoposition der Bank beläuft sich nach Abschluss der beiden CDSs somit auf 100 Millionen EUR (200 Millionen EUR Kreditengagement – 100 Millionen EUR eingekaufte Risikoübernahme) Kreditrisiko der Riskant AG und 100 Millionen EUR (durch den 2. CDS) Kreditrisiko der Waghalsig & Co KG. Die zu zahlenden und einzunehmenden Prämienzahlungen der CDS streichen sich zu null EUR weg.
Die Gesamtrisikoposition ist dem Volumen nach noch so groß wie vor den CDS-Transaktionen. Da sich die beiden Unternehmen auf unterschiedlichen Märkten bewegen, ist es unwahrscheinlich, dass beide Unternehmen gleichzeitig ein Kreditereignis ereilen wird. Somit konnte das erwartete ausfallende Volumen deutlich reduziert werden, allerdings bei gleichzeitig erhöhter Wahrscheinlichkeit für das Eintreten eines Kreditereignisses.

## Risiken
Der Hauptrisikotreiber für einen CDS ist die am Markt gehandelte Prämie (der sog. CDS-Spread), die wiederum hauptsächlich von der Einschätzung der Bonität des Basiswertes durch die Marktteilnehmer abhängt. Eine Verbesserung der Bonitätseinschätzung führt zu einer Verringerung der CDS-Spreads, was den Marktwert des CDS für den Sicherungsnehmer sinken und für den Sicherungsgeber steigen lässt; diese Wertänderungen werden im Allgemeinen dem Marktpreisrisiko zugerechnet. Alternativ kann man dieses Hauptrisiko auch als Kreditrisiko betrachten: Der Sicherungsgeber trägt das Risiko der Kosten des Ausfalls des Basiswertes.
Als weiterem Marktpreisrisiko unterliegt ein CDS noch einem gewissen Zinsänderungsrisiko, da der Barwert der in der Zukunft liegenden Zahlungen (Prämienzahlungen und etwaige Ausgleichszahlung des Sicherungsgebers) von der Höhe der Zinsen auf den Kapitalmärkten abhängt.
Weiterhin enthält ein CDS wie jedes Derivat ein Kontrahentenrisiko (Wiedereindeckungsrisiko).
- Für den Sicherungsnehmer besteht dieses darin, dass er im Falle des Ausfalls des Sicherungsgebers – seines Kontrahenten – ggf. auf Grund negativer Entwicklungen beim Basiswert ein Ersatzgeschäft mit einer höheren Prämie abschließen muss oder im ungünstigsten Fall bei einem Kreditereignis keine Ausgleichszahlung erhält.
- Für den Sicherungsgeber ist das Wiedereindeckungsrisiko vergleichsweise gering. Es besteht darin, dass der Sicherungsnehmer ausfällt und der Sicherungsgeber aus dem Ersatzgeschäft gegebenenfalls nur eine geringere Prämie erhält.

Um das Wiedereindeckungsrisiko zu minimieren, ist es bei CDSs wie bei anderen Derivaten üblich, dass die Partei, für die der CDS einen negativen Barwert hat, eine Sicherheitsleistung, auch Collateral genannt, erbringt. Da der CDS periodisch mit den aktuellen Marktdaten neu bewertet wird, schwankt zum einen die Höhe des Collateral und zum anderen kann gegebenenfalls die Vertragspartei wechseln, die dieses zu leisten hat.
Zur Verringerung der operationellen Risiken bei der Abwicklung von CDSs, insbesondere von Rechtsrisiken, werden diese meist unter einem Rahmenvertrag abgeschlossen.

## Sonderformen

### Digital Credit Default Swap
Bei einem Digital Credit Default Swap oder Digital Default Swap (DDS) wird vom Sicherungsgeber beim Kreditereignis eine feste, vorher vereinbarte Ausgleichszahlung geleistet. Der Wert eines DDS hängt daher nur von der erwarteten Ausfallwahrscheinlichkeit, nicht aber von der erwarteten Erlösquote ab.

### Recovery Swap
Ein Recovery Swap oder Recovery Rate Swap ist eine Kombination aus einem normalen Credit Default Swap und einem Digital Default Swap, wobei die Kontrahenten jeweils für eine Komponente Sicherungsgeber und für die andere Sicherungsnehmer sind. Die Ausgleichszahlung des DDS wird so vereinbart, dass sich die Prämienzahlungen aus CDS und DDS gerade aufheben (damit erfolgen während der Laufzeit des Geschäfts keine Prämienzahlungen). Im Falle eines Kreditereignisses zahlt der Sicherungsgeber aus dem CDS den Wertverlust des Referenzaktivums und erhält vom Sicherungsgeber des DDS die feste Ausgleichszahlung. Er hat damit den tatsächlichen Wertverlust gegen den erwarteten getauscht, der in der Festlegung des Ausgleichszahlung des DDS seinen Niederschlag fand. Recovery Rate Swaps bieten somit die Möglichkeit, die erwartete Erlösquote (englisch recovery rate) unabhängig von der Ausfallwahrscheinlichkeit zu handeln.

### Index Credit Default Swaps
Index Credit Default Swaps beziehen sich nicht auf einen einzelnen Basiswert, sondern auf ein Portfolio von Referenzschuldnern. Diese Referenzschuldner sind jene, die sich auch in dem entsprechenden Credit Default Swap Index wiederfinden. Sofern während der Laufzeit des CDS für einen der Referenzschuldner ein Kreditereignis eintritt, so wird der auf diesen Schuldner anteilig anfallende Nominalbetrag gesettelt: Eine Ausgleichszahlung von Sicherungsgeber zu Sicherungsnehmer erfolgt. Anschließend wird der Schuldner aus dem Index entfernt und der CDS mit dem um das auf diesen Schuldner fallende Nominal reduzierte Nominal fortgesetzt.
Beispielsweise bestehe der Index aus 50 Referenzschuldnern, welche zu gleichen Teilen im Index vertreten sind. Ein CDS ist mit einem Volumen von 100 Millionen EUR auf den Index abgeschlossen worden. Der Schuldner Riskant AG ist im Index vertreten und erleidet ein Kreditereignis. Es wird durch Auction Settlement eine Erlösquote von 20 % festgestellt. Auf den Referenzschuldner Riskant AG fallen dann 2 Millionen EUR Nominal (100 Millionen EUR Nominal des CDS / 50 Referenzschuldner). Eine Ausgleichszahlung in Höhe von 1,6 Millionen (2 Millionen EUR Nominal auf Riskant AG *(100 % minus 20 % Erlösquote)) erfolgt vom Sicherungsgeber an den Sicherungsnehmer. Anschließend wird der CDS mit 49 Referenzschuldnern und einem gekürzten Nominal von 98 Millionen EUR (100 Millionen EUR minus 2 Millionen EUR) fortgeführt.
Übliche Indizes sind iTraxx für Europa, CDX für Amerika und iTraxx Asia für Asien und Australien.

### Basket Credit Default Swaps
Basket Credit Default Swaps sind eine Erweiterung des Konzeptes der Index CDS und beziehen sich ebenfalls nicht auf einen einzelnen Basiswert, sondern auf ein Portfolio („basket“ = „Korb“) von Referenzschuldnern. Bei einem First to Default Swap erfolgt eine fest vereinbarte Ausgleichszahlung, wenn für irgendeinen der Schuldner ein Kreditereignis eintritt. Die Prämie für einen Basket CDS ist vergleichsweise hoch, da die Wahrscheinlichkeit eines Kreditereignisses höher ist als wenn nur ein Schuldner betrachtet würde.
Eine weitere Spielart sind nth to Default Swaps, bei denen erst bei dem n-ten Kreditereignis aus dem zu Grunde liegenden Portfolio eine Ausgleichszahlung geleistet wird.
Für die Preisfindung und Bewertung von Basket CDS sind nicht nur die erwartete Ausfallwahrscheinlichkeit und die erwartete Erlösquote der einzelnen Portfoliobestandteile zu berücksichtigen, sondern auch die erwartete Korrelation der einzelnen Ausfallwahrscheinlichkeiten. Basket CDS bieten also die Möglichkeit, erwartete Ausfallkorrelationen zu handeln. Damit können sie z. B. verwendet werden, entsprechende Korrelationsrisiken aus gekauften ABS-Tranchen abzusichern.

## Geschichte und Markt
Seit 1999 existiert ein Rahmenvertrag für CDS von der ISDA. 2003 legte die ISDA eine überarbeitete Version des Rahmenvertrages vor.
Das Jahr 2009 war durch Änderungen an den Rahmenverträgen für CDS und durch Änderungen von Handelsusancen geprägt (siehe unten), welche das Ziel hatten, die Liquidität auf den CDS-Märkten zu erhöhen und die Kontrahentenrisiken zu senken. Gleichzeitig wurde auch die Einführung von zentralen Kontrahenten vorangetrieben. Als weltweit erstes Clearinghaus bietet seit dem 9. März 2009 die Intercontinental Exchange das entsprechende CDS-Clearing an.
Im Laufe der Zeit etablierten sich verschiedene Dienstleister im Umfeld des CDS-Handels. So stellt vor allem Markit CDS-Marktdaten bereit. Zudem bietet Markit eine Schuldner-Referenzierung an. So wird jedem Underlying ein eindeutiger Code – ähnlich der Wertpapierkennnummer bei Aktien – zugeordnet. Dieser wird RED oder RedCode (von englisch Reference Entity Database) genannt. Dies ermöglicht das einfache Referenzieren auf einen bestimmten Schuldner während des Abschlusses eines CDS. Als Quasi-Standard bei der Abwicklung der geschlossenen CDS-Verträge hat sich Depository Trust & Clearing Corporation (DTCC) etabliert. DTCC bietet einen Matching-Service an. Dieser vereinfacht die dem üblicherweise telefonischen Abschluss folgende schriftliche Bestätigung des gehandelten CDS Vertrages.
Der Markt für CDS wuchs bis zur Finanzkrise ab 2007 sehr stark an. Da CDS außerbörslich sind, werden die Umsätze nicht zentral erfasst, jedoch wird der Markt regelmäßig durch Studien verschiedener Institutionen (z. B. der ISDA, der British Bankers’ Association, der Bank für Internationalen Zahlungsausgleich und Fitch Ratings) erfasst. Im Jahr 2001 erfasste die ISDA in ihren Statistiken das Volumen an CDS erstmals separat. Es lag Ende 2001 bei knapp 1 Bio. USD. Das Volumen stieg bis Mitte 2006 auf ca. 50 Bio. USD. Im Jahr 2008 ging es erstmals in der Geschichte zurück, und zwar von ca. 60 Bio. USD auf ca. 40 Bio. USD. Ursache hierfür sind vermutlich die krisenbedingten Verwerfungen am CDS-Markt, aber auch die Tatsache, dass infolge der Finanzkrise Geschäfte gegeneinander aufgerechnet wurden.
Der größte Anteil des Marktes wird von normalen CDS (auf einzelne Referenzschuldner) und Index-CDS, d. h. von einfachen, liquiden Produkten gestellt. Dieser Trend verstärkte sich über die Finanzkrise, so dass beide Produkte Ende 2008 80 % des Marktes ausmachten. Ein weiterer Effekt der Finanzkrise war, dass der Bedarf an Sicherheit anstieg, da das Kontrahentenrisiko viel stärkere Beachtung fand.
Banken waren vor der Krise im Mittel Sicherungsnehmer aus CDS, während die Versicherungsindustrie und andere Marktteilnehmer wie Hedgefonds Sicherungsgeber waren. Dies gilt aber nicht notwendigerweise für einzelne Banken. Über die Zeit hat sich die Position der Banken mehr und mehr ausgeglichen. Vermutlich liegt das daran, dass Banken auf dem CDS-Markt mehr und mehr die Rolle des Vermittlers (Finanzintermediär) einnehmen. Die Top 5 CDS-Händler 2009 waren J.P. Morgan, Goldman Sachs, Morgan Stanley, Deutsche Bank und Barclays.
In der Bundesrepublik Deutschland war es zwischen dem 19. Mai und 27. Juli 2010 untersagt, als Sicherungsnehmer einen CDS auf Staaten der Eurozone abzuschließen, sofern der Sicherungsnehmer nicht offene Risikopositionen auf diese Staaten (z. B. wenn er Sicherungsgeber in einem bestehenden CDS ist oder Staatsanleihen hält) hat.

## Änderungen der Handelsusancen und Rahmenverträge im Jahr 2009
Um eine höhere Transparenz und Integrität am Markt zu gewährleisten und durch eine Standardisierung der Kontrakte einen ersten Schritt zu einer zentralen Clearing-Stelle zu beschreiten, gab es ab Frühjahr 2009 mehrere Änderungen in den Rahmenverträgen und den Handelsusancen.

### Big Bang Protocol
Unter dem Arbeitstitel „Big Bang Protocol“ überarbeitete im Frühjahr 2009 die ISDA das im Rahmenvertrag definierte Vorgehen bei Eintritt eines Kreditereignisses (Settlement).
Die bis zu diesem Zeitpunkt geltenden Vorgehensweise bei Eintritt eines Kreditereignisses war geprägt von bilateralen Vorgehen zwischen dem Sicherungsgeber und Sicherungsnehmer. Beide mussten sich untereinander darauf verständigen, dass ein Kreditereignis vorlag. Dies konnte zu Situationen führen, dass ein Investor, der mit zwei Sicherungsgebern je einen CDS auf ein Unternehmen abgeschlossen hatte, sich mit dem einen Sicherungsgeber auf den Eintritt, mit dem anderen Sicherungsgeber aber nicht auf einen Eintritt eines Kreditereignisses einigen konnte. Rechtsstreite waren somit unter Umständen die Folge.
Zudem war die übliche Settlementart Zahlung und Lieferung. Dies konnte, wie oben beschrieben dazu führen, dass nicht alle Sicherungsnehmer im Besitz eines Aktivums waren, welche sie zum Erhalt der Ausgleichszahlung liefern mussten. Auch ein unwahrscheinlicher, kurzfristiger Anstieg im Preis der Aktiva war eine mögliche Folge.
Um diese Probleme zu lösen, wurde durch das Big Bang Protocol ein neuer Rahmenvertrag eingeführt und gleichzeitig die alten Rahmenverträge ergänzt. Kernpunkte waren:
- Einführung des Determinations Committee, welches die bilateralen Verhandlungen über eingetretene Kreditereignisse durch eine zentrale Entscheidung ersetzen ließ
- Setzen des Auction settlement als Settlement-Methode, um die Probleme von Zahlung und Lieferung zu lösen
- Einführung der Lookback period.

Der neue Rahmenvertrag wurde am 8. April 2009 eingeführt. Die Marktteilnehmer konnten vorher, vom 7. März bis 7. April 2009, gegenüber der ISDA angeben, ob auch für ihre alten Verträge der neuen Rahmenvertrag gelten solle. Sofern für einen CDS beide Vertragspartner den neuen Rahmenvertrag angenommen hatten, ersetzte dieser den ursprünglich für diesen CDS verhandelten Rahmenvertrag.

### Small Bang Protocol
Das „Small Bang Protocol“ ist eine Konkretisierung des Big Bang Protocols für das Kreditereignis Restructuring vor allem für den europäischen Markt. Während es für Unternehmen in den USA üblich ist, im Falle von Zahlungsschwierigkeiten die Verbindlichkeiten über Gesetze wie „Chapter 11“ zu restrukturieren, gibt es in Europa keine ähnliche Länder übergreifenden Gesetzgebung. Die Probleme, für diese Ausgangslage ein Auction-Settlement zu definieren, wurden mit dem Small Bang Protocol gelöst.
Das Protocol wurde im Juli 2009 eingeführt. Die Marktteilnehmer konnten vorher, vom 14. Juli bis 24. Juli 2009, gegenüber der ISDA angeben, ob auch für ihre alten Verträge der neuen Rahmenvertrag gelten solle.

### Änderung der Handelsusancen
Neben der Einführung des Big Bang Protocols schlug die ISDA vor, die Handelsusancen zu ändern. Während die Änderungen der Protokolle, die Rahmenverträge berührten, ging es bei den Handelsusancen darum, die „üblichen“ Vereinbarungen innerhalb eines CDS-Kontraktes zu verändern. Dies hatte somit einen eher vorschlagenden als normierenden Charakter. Die vorgeschlagenen Änderungen fanden aber eine große Akzeptanz und setzten sich durch. Darüber hinaus gelten die Usancenvorschläge nur für neu abzuschließende CDS, da die Bestandsgeschäfte schon gehandelt sind, während die Protokolle auch für Altgeschäfte zur Anwendung kommen.
Die Änderungen der Usancen wurden von der ISDA für die verschiedenen lokalen CDS Märkte zu unterschiedlichen Zeiten vorgeschlagen. So wurde zeitgleich zum Big Bang Protocol Konventionen für normale nordamerikanische CDS (Standard North American Contracts (SNAC)) eingeführt. Die Usancen für europäische CDS folgten am 20. Juni 2009, die für asiatische beispielsweise am 21. Dezember 2009.
Zeitgleich mit den Änderungen für amerikanische CDS veröffentlichte die ISDA den Quellcode und ein Excel-Addin eines CDS-Bewertungsprogramm (englisch Pricer) als Open Source. Dieser war ihr zuvor von der Investment Bank J.P. Morgan gestiftet worden. Die ISDA schlug vor, dass alle Marktteilnehmer diesen Pricer zur Bewertung ihrer CDS verwenden sollen. Bei der Verwendung der gleichen restlichen Parameter des Pricers würden somit alle Marktteilnehmer die gleichen Bewertungsergebnisse für gegebene CDS erhalten. Entsprechend wurde im Rahmen der Anpassung der Handelsusancen eine flache Kreditkurve sowie erwartete Erlösquoten von entweder 40 % (vorrangiges Darlehen, englisch senior ordinated debt) oder 20 % (nachrangiges Darlehen, englisch sub ordinated debt) vorgeschlagen. Es ist zu beachten, dass die erwarteten Erlösquoten nichts mit den bei Eintritt eines Kreditereignisses durch Auktion festgestellten Erlösquoten zu tun haben. Die erwarteten Erlösquoten sind lediglich ein Parameter in der Bewertung von noch nicht ausgefallenen CDSs.
Die Bewertungsparameter werden nicht zwischen den Vertragsparteien vereinbart. Letztlich kann jede Vertragspartei selber bestimmen, wie sie einen CDS bewerten möchte. Lediglich bei der Umwandlung von Altbestand an CDS-Verträgen in CDSs mit aktuellen Handelsusancen, dem sogenannten Recouponing, ist eine Einigung auf die Parameter zur Umrechnung der variablen laufenden Spreads in einen fixen Spread und eine Upfront-Zahlung vonnöten. Diese Parameter sind gerade die Erlösquote, die Zinskurve und die Struktur der Kreditkurve.
Die Usancen umfassen für die Standard North American Contracts neben den Festlegungen der Bewertungsparameter beispielsweise einen Fixed-Spread von 100 oder 500 Basispunkten (und einer somit variierenden Upfront-Zahlung). Bis zu diesem Zeitpunkt wurden CDS ohne Zahlung eines Upfronts mit nicht standardisierten Prämienhöhen gehandelt. Lediglich bei Itraxx CDS wurden Upfronts zum Ausgleich der bei Itraxx-Auflage festgelegten Couponhöhen bis zu diesem Zeitpunkt genutzt.
Zudem ist das Kreditereignis Restrukturierung nicht mehr als im CDS versichertes Kreditereignis enthalten.
Die Konventionsänderung für europäische CDS orientiert sich an den Bestimmungen für SNAC. Der größte Unterschied der neuen europäischen Usancen zu denen der amerikanischen besteht einerseits darin, dass Restrukturierung als modified modified Restructuring enthalten ist, sowie in der Anzahl der möglichen Fixed-Spreads. Es gibt Fixed Spreads in Höhe von 25, 100, 500 oder 1000 Basispunkten, sowie zusätzlich 300 und 750 Basispunkte bei der Reklassifizierung bereits bestehender Kontrakte.
Im Folgenden ein kurzer Überblick über die Unterschiede der Usancen zwischen Non-SNAC, SNAC und der neuen europäischen Konvention:
| Klassifizierung von Credit Default Swaps | Non-SNAC (vor 8. April 2009 bzw. 20. Juni 2009) | SNAC (ab 8. April 2009)                              | Europa (ab 20. Juni 2009)                                                            |
| CDS-Typ                                  | nordamerikanisch, europäisch oder staatlich     | nordamerikanisch                                     | europäisch                                                                           |
| laufende Prämie                          | variabel                                        | konstant 100 oder 500 bps                            | konstant 25, 100, 500 oder 1000 bps (300 und 750 bei bestehenden Kontrakten möglich) |
| Beginn Kuponzahlung                      | Long First, Short First, Full                   | Full                                                 | Full                                                                                 |
| Beginn Kuponansammlung                   | Handelstag +1                                   | letzter IMM Tag                                      | letzter IMM Tag                                                                      |
| Restructuring als Kreditereignis         | MM, MR, CR oder XR                              | nicht enthalten („XR“)                               | modified-modified restructuring („MM“)                                               |
| Kreditkurve bei Bewertung                | flache oder komplette Kurve                     | flache Kurve                                         | flache Kurve                                                                         |
| Erlösquote                               | durch Vertragsparteien vereinbart               | 40 % bei vorrangigen, 20 % bei nachrangigen Darlehen | 40 % bei vorrangigen, 20 % bei nachrangigen Darlehen                                 |
| Bewertung                                | variabel                                        | einheitlich                                          | einheitlich                                                                          |

## Bewertung
Um einen CDS zu bepreisen, gibt es mehrere theoretische Methoden, wie zum Beispiel No-Arbitrage-Modelle sowohl von Darrell Duffie als auch von John Hull. Im Allgemeinen wird aber das folgende, auf Ausfallwahrscheinlichkeiten basierende Modell verwendet.
Das Modell benötigt die folgenden Eingabeparameter
- die laufende Prämie,
- die Erlösquote (englisch recovery rate), Prozentsatz des Nominals, welcher im Falle eines Kreditereignisses vom Schuldner zurückgezahlt wird,
- die „Credit Curve“ (Vector von aktuellen Marktpreisen von CDS auf diesen Schuldner mit verschiedenen Laufzeiten)
- die entsprechende Swap-Kurve, zum Beispiel Euribor für europäische CDS oder USD-Libor für USD-CDS

Sofern kein Kreditereignis eintreten würde, wäre der Barwert (oder PV von englisch present value) des CDS lediglich die Summe der diskontierten Prämienzahlungen. Entsprechend muss die Wahrscheinlichkeit des Eintretens eines Kreditereignisses zwischen dem Tag des Beginns des CDS und des Endes berücksichtigt werden.
Für die Übersichtlichkeit wird vereinfachend angenommen, dass ein CDS mit einem Jahr Restlaufzeit beginnend zu {\displaystyle t_{0}} zu bewerten ist. Dieser CDS hat 4 Zahlungstermine für die Prämie. Diese sind {\displaystyle t_{1}}, {\displaystyle t_{2}}, {\displaystyle t_{3}} und {\displaystyle t_{4}}. Das Nominal des CDS sei {\displaystyle N} und die zu zahlende Prämie betrage {\displaystyle c}. Somit wird vierteljährlich eine Prämie in Höhe von {\displaystyle Nc/4} gezahlt.
Vereinfachend wird weiterhin angenommen, dass ein Kreditereignis nur zu einem der Prämienzahltage eintreten kann. Dann gibt es fünf Möglichkeiten, wie der CDS-Vertrag enden kann:
- Entweder tritt kein Kreditereignis ein – dann werden die 4 Prämienzahlungen geleistet und der CDS läuft bis zur vereinbarten Endlaufzeit –,
- oder ein Kreditereignis tritt am ersten, zweiten, dritten oder vierten Prämienzahltag auf.

Um diesen CDS zu bewerten, werden die Wahrscheinlichkeiten dieser fünf Möglichkeiten benötigt. Anschließend kann der Barwert jeder dieser Möglichkeiten berechnet werden. Danach müssen nur die fünf Barwerte mit der jeweiligen Eintrittswahrscheinlichkeit multipliziert und addiert werden.
Dies ist im nachfolgenden Diagramm dargestellt. An jedem Prämienzahltag tritt entweder ein Kreditereignis ein und der CDS endet somit mit einer Versicherungszahlung in Höhe von {\displaystyle N(1-R)}. Dies wird durch rot symbolisiert. Oder aber der CDS überlebt, da kein Kreditereignis eintritt. In diesem Fall wird eine Prämie in Höhe von {\displaystyle Nc/4} gezahlt. Dies ist in blau dargestellt.
Die Wahrscheinlichkeit, das Intervall von {\displaystyle t_{i-1}} bis {\displaystyle t_{i}} ohne Eintritt eines Kreditereignisses zu überleben, ist {\displaystyle p_{i}}. Die eines Kreditereignisses im gleichen Intervall {\displaystyle 1-p_{i}}. Die Berechnung des Barwertes, unter der Annahme, dass die entsprechenden Diskontfaktoren {\displaystyle \delta _{1}} bis {\displaystyle \delta _{4}} gegeben sind, ist gegeben durch
| Beschreibung                                       | Barwert Prämienzahlung                                                            | Barwert Ausgleichszahlung           | Wahrscheinlichkeit                                     |
| -------------------------------------------------- | --------------------------------------------------------------------------------- | ----------------------------------- | ------------------------------------------------------ |
| Kreditereignis zum Zeitpunkt {\displaystyle t_{1}} | {\displaystyle 0\,}                                                               | {\displaystyle N(1-R)\delta _{1}\,} | {\displaystyle 1-p_{1}\,}                              |
| zum Zeitpunkt {\displaystyle t_{2}}                | {\displaystyle -{\frac {Nc}{4}}\delta _{1}}                                       | {\displaystyle N(1-R)\delta _{2}\,} | {\displaystyle p_{1}(1-p_{2})\,}                       |
| zum Zeitpunkt {\displaystyle t_{3}}                | {\displaystyle -{\frac {Nc}{4}}(\delta _{1}+\delta _{2})}                         | {\displaystyle N(1-R)\delta _{3}\,} | {\displaystyle p_{1}p_{2}(1-p_{3})\,}                  |
| zum Zeitpunkt {\displaystyle t_{4}}                | {\displaystyle -{\frac {Nc}{4}}(\delta _{1}+\delta _{2}+\delta _{3})}             | {\displaystyle N(1-R)\delta _{4}\,} | {\displaystyle p_{1}p_{2}p_{3}(1-p_{4})\,}             |
| kein Kreditereignis                                | {\displaystyle -{\frac {Nc}{4}}(\delta _{1}+\delta _{2}+\delta _{3}+\delta _{4})} | {\displaystyle 0\,}                 | {\displaystyle p_{1}\cdot p_{2}\cdot p_{3}\cdot p_{4}} |

Die Wahrscheinlichkeiten {\displaystyle p_{1}}, {\displaystyle p_{2}}, {\displaystyle p_{3}} und {\displaystyle p_{4}} werden zuvor aus der Credit Curve (diese enthält die Running Spreads für die verschiedenen Laufzeiten sowie die Upfront-Zahlung), der Swapkurve und der Erlösquote bestimmt. Je risikoreicher der zugrunde liegende Schuldner ist, desto höher sind die Ausfallwahrscheinlichkeiten und die Werte der Credit Curve.
Um den Barwert des CDS zu erhalten werden die Barwerte der einzelnen CDS-Ausgänge mit der Wahrscheinlichkeit eines jeden Ausganges multipliziert und anschließend addiert.
| {\displaystyle PV\,} | {\displaystyle =\,} | {\displaystyle (1-p_{1})N(1-R)\delta _{1}\,}                                                                                 |
|                      |                     | {\displaystyle +p_{1}(1-p_{2})\left[N(1-R)\delta _{2}-{\frac {Nc}{4}}\delta _{1}\right]}                                     |
|                      |                     | {\displaystyle +p_{1}p_{2}(1-p_{3})\left[N(1-R)\delta _{3}-{\frac {Nc}{4}}(\delta _{1}+\delta _{2})\right]}                  |
|                      |                     | {\displaystyle +p_{1}p_{2}p_{3}(1-p_{4})\left[N(1-R)\delta _{4}-{\frac {Nc}{4}}(\delta _{1}+\delta _{2}+\delta _{3})\right]} |
|                      |                     | {\displaystyle -p_{1}p_{2}p_{3}p_{4}(\delta _{1}+\delta _{2}+\delta _{3}+\delta _{4}){\frac {Nc}{4}}}                        |

## Abgrenzung
Die Kreditversicherung sichert mehr Forderungsarten ab als der CDS wie beispielsweise Forderungen aus Lieferungen und Leistungen. Ihre Unterart der Exportkreditversicherung sichert Außenhandelsfinanzierungen der Exporteure ab.